# Hôpital Fondation Adolphe de Rothschild
Pour les articles homonymes, voir Rothschild.
 (août 2019).
Si vous disposez d'ouvrages ou d'articles de référence ou si vous connaissez des sites web de qualité traitant du thème abordé ici, merci de compléter l'article en donnant les références utiles à sa vérifiabilité et en les liant à la section « Notes et références ».
L'Hôpital Fondation Adolphe de Rothschild est un ESPIC français spécialisé en ophtalmologie et neurosciences, offrant un accès en secteur 1, sans dépassement d'honoraires, à toutes ses spécialités. 
L'Hôpital Fondation Adolphe de Rothschild est membre du réseau philanthropique des Fondations Edmond-de-Rothschild qui, à l’échelle internationale, œuvrent pour la promotion de la recherche médicale, de l'éducation, des arts et de l'entrepreneuriat social.

## Historique
Selon les dernières volontés du baron Adolphe de Rothschild, décédé en 1900, son épouse la baronne Julie-Caroline entreprend de faire construire un établissement spécialisé en ophtalmologie, à l’instar de l’Hôpital Ophtalmique à Genève.
Léguant le montant nécessaire pour acheter un terrain et constituer une rente suffisante pour en assurer le fonctionnement, il avait précisé que les malades, traités à titre entièrement gratuit, devraient y être admis « sans distinction de religion ou d’opinions politiques », disposition inédite à l’époque.
Les travaux de construction commencent en 1902, selon les vœux du baron Adolphe, avec les architectes Chatenay et Rouvre qui dessinèrent un bâtiment novateur s’accordant aux idées du médecin-directeur, l’éminent Dr. Trousseau, déjà préoccupé de ce que l’on appelle aujourd’hui « l’humanisation » de l’hôpital.
L’établissement ouvre le 1er mai 1905 et propose gratuitement des consultations, des soins et des médicaments. De la crèche permettant aux mères de rester près de leurs enfants malades aux consultations du soir offertes aux ouvriers ne pouvant quitter leur lieu de travail en journée, tout est fait de sorte à conjuguer l’excellence médicale à un véritable engagement social.
Après la reconnaissance d’utilité publique de la Fondation en 1909, c’est Edmond de Rothschild, cousin germain du Fondateur, qui prend la présidence du Conseil d’Administration, puis son fils Maurice de Rothschild en 1934.
Pendant la guerre de 1914-1918, une partie de la Fondation est mise à la disposition du Service de Santé militaire, tandis qu’en 1937, de nouveaux statuts permettent à la Fondation de s’adapter au régime des Assurances sociales, tout en continuant à assurer la gratuité des soins aux personnes à faibles revenus.
Quand éclate la Seconde Guerre mondiale, la Fondation continue de fonctionner jusqu’à l’entrée des nazis dans Paris en 1940. La période d’après-guerre nécessite un effort considérable de reconstruction de l’Hôpital, dans lequel s’investit la baronne Noémie de Rothschild, épouse de Maurice de Rothschild. Son fils Edmond prend le 4 septembre 1957 la présidence du Conseil de la Fondation.
L’année 1962 voit débuter une nouvelle ère pour la Fondation. Après la nomination du nouveau directeur, Pierre Aubin, une rénovation est entreprise. La Fondation est repensée pour optimiser ses performances médicales ainsi que l’accueil des patient(e)s. 
En 1990, la Fondation initialise sa participation au Service public hospitalier, le Conseil d’Administration adoptant par ailleurs la stratégie d’une spécialisation dans les domaines « tête et cou ».

## Activités

### Ophtalmologie
L'Hôpital Fondation Adolphe de Rothschild prend en charge toutes les spécialités de l’ophtalmologie depuis le dépistage jusqu’à la chirurgie.

### Neurologie
Intervenant sur toutes les pathologies du système nerveux central et périphérique, le service de neurologie est spécialisé dans le traitement des maladies inflammatoires du système nerveux.

### Neurochirurgie
L'Hôpital prend en charge les pathologies neurochirurgicales.

### Neuroradiologie interventionnelle
Le service de neuroradiologie interventionnelle (NRI) est spécialisé dans le traitement des malformations vasculaires du cerveau, de la moelle épinière et des accidents vasculaires cérébraux.

### Otorhinolaryngologie (ORL)
Le service d’oto-rhino-laryngologie et de chirurgie cervico-faciale de l'Hôpital assure la prise en charge diagnostique et le traitement médical ou chirurgical des affections.

### Médecine interne
L'unité de médecine interne de l'Hôpital assure la prise en charge médicale globale des patients et patientes, en s'appuyant sur ses médecins spécialistes.

### Anesthésie-réanimation
Le Département d’anesthésie-réanimation est constitué de deux services, le Service d’anesthésie et le Service de réanimation - Unité de soins continus.

## Recherche scientifique et innovation
L'Hôpital dispose d’un dispositif de soutien à la recherche clinique, structuré autour de son unité de recherche clinique.